# Vale de Água
Vale de Água ist eine Ortschaft und ehemalige Gemeinde in Portugal.

## Sehenswürdigkeiten
Es gibt in Vale de Agua eine Barockkirche. In der Umgebung befindet sich der Stausee von Campilhas, welcher einige Wassersportmöglichkeiten bietet. Ebenfalls in der näheren Umgebung des Ortes befindet sich das Weingut der Herdade do Cebolal.

## Verwaltung
Die ehemalige Gemeinde (Freguesia) Vale de Água gehört zum Kreis (Concelho) von Santiago do Cacém. Sie hatte eine Gesamtfläche von 76,1 km² und 627 Einwohner (Stand 30. Juni 2011).
Im Zuge der administrativen Neuordnung in Portugal zum 29. September 2013 wurden die Gemeinden Vale de Água und São Domingos zur neuen Gemeinde União das Freguesias de São Domingos e Vale de Água zusammengeschlossen. Hauptsitz der neuen Gemeinde wurde São Domingos.